# Ot de Montcada i de Pinós
Ot de Montcada i de Pinós   (c. 1290 - 1341) també conegut com el Vell, fou senyor de la baronia d'Aitona amb el nom d'Ot I de Montcada. Era fill i hereu de Pere II Ramon de Montcada i d'Abarca, i germà de la reina consort de la corona d'Aragó, Elisenda de Montcada.
El 1309 va participar en la campanya d'al-Mariyya. Des de 1312, va formar part del consell de Jaume el Just i fou majordom reial a València el 1313. Va entrar al servei de l'infant Alfons el 1314, quan aquest es va casar amb Teresa d'Entença, un lloc que va conservar durant molts anys, i arribà a ser lloctinent de la seva procuradoria a Catalunya. Tot i això, anys més tard, no va voler reconèixer les abusives donacions que el seu pare Alfons III li havia fet a l'infant Ferran.
El 1317, es va casar amb Jofredina de Lloria i Lancia, filla de l'almirall Roger.
El 1321, va exercir d'ambaixador davant Carles IV de França en el plet entre aquest i Sanç I de Mallorca sobre el domini de Montpeller (1321).
Va aportar com a dot de la seva germana Elisenda de Montcada, quan el 1322 es va casar amb el rei d'Aragó Jaume el Just, les propietats de Seròs i Mequinensa. Uns anys més tard, entre 1324 i 1326, va rebre'n a canvi les senyories de Llagostera, Cassà de la Selva, Caldes de Malavella, Caulès, Franciac, Santa Seclina, Tossa i Lloret.
Va ser present el 1336 al jurament com a comte de Barcelona i, a Saragossa, com a rei d'Aragó de Pere el Cerimoniós, un rei al qui va ajudar en diverses tasques.

## Núpcies i descendència
Es va casar amb Jofredina de Lloria i Lancia, filla de Roger de Llúria, amb qui tingué 2 fills:
- Pere de Montcada i de Lloria
- Ot de Montcada i Lloria, dit el Jove, es casà amb Teresa de Montcada i Ayerbe, pare d'Ot de Montcada i Montcada